# Nagwol-myeon
Nagwol-myeon (koreanska: 낙월면) är en socken i kommunen Yeonggwang-gun i provinsen Södra Jeolla i den sydvästra delen av Sydkorea, 260 km söder om huvudstaden Seoul. 
Nagwol-myeon består av 52 öar, varav cirka 10 är bebodda.  De ligger mellan 15 och 25 kilometer från fastlandet. 